# Championnats du monde de duathlon longue distance 1998
Navigation
Édition précédente Édition suivante
Les Championnats du monde de duathlon longue distance 1998 présentent les résultats des championnats mondiaux de duathlon longue distance en 1998 organisés par la fédération internationale de triathlon.
Les championnats se sont déroulés à Zofingen en Suisse le 7 juin 1998.

## Distances parcourues
| Distances course (kilomètres) | Distances course (kilomètres) | Distances course (kilomètres) |
| Course à pied                 | Cyclisme                      | Course à pied                 |
| ----------------------------- | ----------------------------- | ----------------------------- |
|                               |                               |                               |

## Résultats

### Élite
| Rang               | Athlète               | Pays   | Temps           |
| ------------------ | --------------------- | ------ | --------------- |
| Médaille d'or      | Olivier Bernhard      | Suisse | 6 h 22 min 03 s |
| Médaille d'argent  | René Rovera           | France | 6 h 24 min 17 s |
| Médaille de bronze | Pierre-Alain Frossard | Suisse | 6 h 29 min 15 s |

| Rang               | Athlète       | Pays             | Temps           |
| ------------------ | ------------- | ---------------- | --------------- |
| Médaille d'or      | Lori Bowden   | Canada           | 7 h 21 min 51 s |
| Médaille d'argent  | Susanne Rufer | Suisse           | 7 h 27 min 33 s |
| Médaille de bronze | Debbie Nelson | Nouvelle-Zélande | 7 h 28 min 13 s |

## Tableau des médailles
| Rang  | Nation           | Or | Argent | Bronze | Total |
| ----- | ---------------- | -- | ------ | ------ | ----- |
| 1     | Suisse           | 1  | 1      | 1      | 3     |
| 2     | Canada           | 1  | 0      | 0      | 1     |
| 3     | France           | 0  | 1      | 0      | 1     |
| 4     | Nouvelle-Zélande | 0  | 0      | 1      | 1     |
| Total | Total            | 2  | 2      | 2      | 6     |